# Захаров, Михаил Васильевич (металлург)
Михаил Васильевич Захаров (1907—1988) — советский учёный-металлург, один из создателей основ легирования жаропрочных медных сплавов, доктор технических наук, профессор кафедры металловедения МИСиС. Лауреат Премии Совета Министров СССР,

## Биография
Михаил Васильевич Захаров родился в 1907 году в семье крестьяина в деревне Протекино. В 1925 году начал работать весовщиком и сновальщиком на прядильно-ткацкой фабрике «Красный Восток», продолжая обучение в вечерней школе. Был направлен на тамбовский рабфак. В 1935 г. окончил Московский институт цветных металлов и золота. После работы на авиационном заводе поступил в 1937 г. в аспирантуру. В 1940 г. защитил кандидатскую, в 1952 г. — докторскую диссертацию. Участник Великой Отечественной войны.
В 1941—1946 гг. работал доцентом в Московском авиационно-технологическом института. С 1952 г. и до ухода на пенсию — профессор кафедры металловедения сначала в Московском институте цветных металлов и золота, позже в Московском институте стали и сплавов.

## Научная и преподавательская деятельность
Сферой научных интересов М. В. Захарова были общие вопросы упрочняющей термической обработки, разработка алюминиевых сплавов разного назначения, но основные его научные достижения связаны с созданием основ легирования жаропрочных медных сплавов.
В 50-60-е годы XX века М. В. Захаров проводил работы по построению диаграмм жаропрочность — состав сплавов для систем разного типа на основе меди. Под его руководством были разработаны жаропрочные и одновременно теплопроводные малолегированные медные сплавы для ракетной техники, а также группа жаропрочных электропроводных медных сплавов для электродов машин контактной сварки.
М. В. Захаров соавтор (совместно с В. Д. Туркиным и М. В. Румянцевым) учебника «Диаграммы состояния двойных и тройных систем» (1940 г), «Тройные и четверные системы» (1948 г.), «Термическая обработка металлов и сплавов» (1962 г.), «Жаропрочные сплавы» (1972 г.).

## Признание
- Премия Совета Министров СССР (1954)[1]